# 库尔蒂夫龙
库尔蒂夫龙（法語：Courtivron，法語發音：[kuʁtivʁɔ̃]）是法国科多尔省的一个市镇，属于第戎区。

## 地理
库尔蒂夫龙（47°32'26"N, 4°57'57"E）面积15.63 平方千米，位于法国勃艮第-弗朗什-孔泰大區科多尔省，该省份为法国中东部省份，北起奥布省，西接涅夫勒省和约讷省，南至索恩-卢瓦尔省，东南接汝拉省，东临上索恩省，东北部与上马恩省接壤。
与库尔蒂夫龙接壤的市镇（或旧市镇、城区）包括：普瓦瑟勒莱索、塔尔叙勒、弗朗什维尔、萨利沃、索勒迪克、韦尔诺、弗雷努瓦、莫卢瓦。

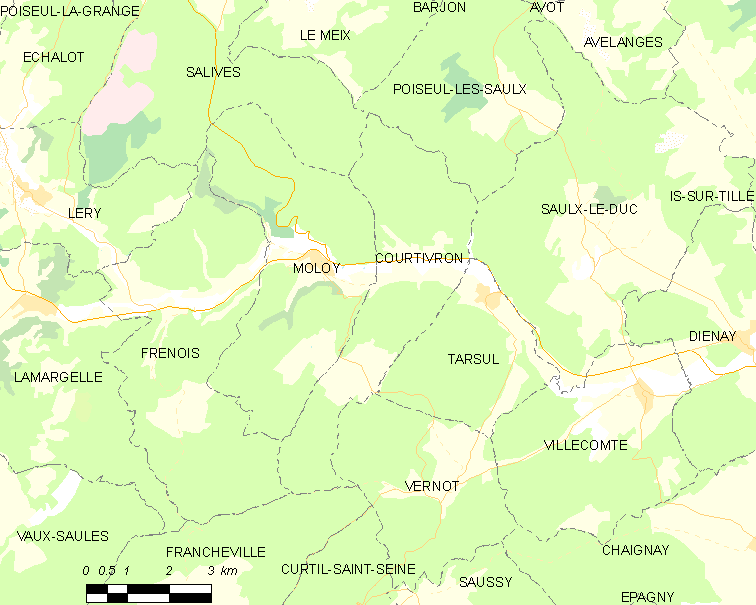
库尔蒂夫龙的OSM定位图

库尔蒂夫龙的时区为UTC+01:00、UTC+02:00（夏令时）。

## 行政
库尔蒂夫龙的邮政编码为21120，INSEE市镇编码为21208。

## 政治
库尔蒂夫龙所属的省级选区为蒂耶河畔伊斯县。

## 人口

1962-2008年间库尔蒂夫龙人口变化图示

库尔蒂夫龙于2022年1月1日时的人口数量为162人。